# Colotlipa
Colotlipa es una localidad del estado mexicano de Guerrero. Es parte del municipio de Quechultenango.

## Toponimia
El nombre «Colotlipa» proviene de los términos en náhuatl: colotl, alacrán; icpac, cima. Su significado es «Cima de los alacranes».

## Demografía
| Gráfica de evolución demográfica |
|                                  |

| Censo | Población |
| ----- | --------- |
| 1900  | 714       |
| 1910  | 563       |
| 1921  | 631       |
| 1930  | 674       |
| 1940  | 972       |
| 1950  | 950       |
| 1960  | 1 294     |
| 1970  | 1 793     |
| 1980  | 2 365     |
| 1990  | 3 142     |
| 2000  | 3 309     |
| 2010  | 3 531     |
| 2020  | 3 815     |